# Vlagtwedde
Vlagtwedde – gmina w północno-wschodniej Holandii, w prowincji Groningen.

## Miejscowości
Abeltjeshuis, Bakovensmee, Barnflair, Borgertange, Borgerveld, Bourtange, Burgemeester Beinsdorp, De Bruil, Ellersinghuizen, Hanetange, Harpel, Hasseberg, Hebrecht, 't Heem, Jipsingboermussel, Jipsingboertange, Jipsinghuizen, Lammerweg, Laude, Lauderbeetse, Laudermarke, Lauderzwarteveen, Leemdobben, Maten, Munnekemoer, Over de Dijk, Overdiep, Pallert, Plaggenborg, Poldert, Renneborg, Rhederveld, Rijsdam, Roelage, 't Schot, Sellingen, Sellingerbeetse, Sellingerzwarteveen, Slegge, Stakenborg, Stobben, Ter Apel, Ter Apelkanaal, Ter Borg, Ter Haar, Ter Walslage, Ter Wisch, Veele, Veerste Veldhuis, Vlagtwedde, Vlagtwedder-Barlage, Vlagtwedder-Veldhuis, Weende, Weenderveld, Weite, Wessingtange, Wollingboermarke, Wollinghuizen, Zandberg, Zuidveld

## Współpraca
- Międzyrzecz